# Kiara Klug
Kiara Klug (* 12. April 2003) ist eine deutsche Gewichtheberin. Bei ihrem EM-Debüt 2025 in Chişinău gewann sie in der Kategorie über 87 kg Silber im Reißen und im Zweikampf sowie Bronze im Stoßen. 2024 holte sie bei der U-23-Europameisterschaft drei Goldmedaillen und wurde vom Bundesverband Deutscher Gewichtheber zur „Gewichtheberin des Jahres“ gekürt. Zuvor war sie als Nachwuchsskirennläuferin erfolgreich, unter anderem als bayerische Slalom-Vizemeisterin 2017.

## Leben
Klug erlernte das Skifahren beim SC Kempten im Allgäu. Mit 14 Jahren fuhr sie bei den Bayerischen Schülermeisterschaften 2017 im Slalom auf den zweiten Platz. Ein Jahr später belegte sie bei den Deutschen Schülermeisterschaften 2018 im Riesenslalom Rang zwei. Bis zu ihrem 16. Lebensjahr galt sie als eines der größten deutschen Nachwuchstalente im Alpinski. Über das CrossFit fand sie anschließend zum Gewichtheben und begann weniger als drei Jahre vor ihrem EM-Debüt die Ausübung des Sports. Der Übergang war von Körperscham und einer Essstörung begleitet, über die Klug offen spricht. Auf ihrem Nacken trägt sie eine Gorillatätowierung, die an frühere Hänseleien wegen ihrer kräftigen Statur erinnert. Sie setzt sich für eine selbstbestimmte Definition von Weiblichkeit durch Frauen ein. Ihr tägliches Training absolviert sie beim Berliner Gewichtheber- und Kraftsportverband.

## Sportliche Karriere
Klug startet international für Deutschland in der Gewichtsklasse über 87 kg. Bei den U-23-Europameisterschaften 2024 in Raszyn hob sie 108 kg im Reißen, 128 kg im Stoßen und 236 kg im Zweikampf und gewann damit dreimal Gold. Anschließend erhielt sie die Auszeichnung „Gewichtheberin des Jahres 2024“ des Bundesverbands Deutscher Gewichtheber. Bei den Europameisterschaften 2025 erzielte sie 111 kg im Reißen, 131 kg im Stoßen und 242 kg im Zweikampf. Damit gewann sie Silber im Reißen, Silber im Zweikampf und Bronze im Stoßen hinter Emily Campbell. Ihre Medaillen trugen zu einer Gesamtbilanz von zehn Podestplätzen des deutschen Teams bei dieser EM bei. Im August 2025 wurde sie in der Presse als Vorbild für weibliche Selbstermächtigung im Kraftsport hervorgehoben. Medien bezeichnen Klug zudem als Deutschlands Olympiahoffnung im Gewichtheben.